# Григор Бояджийски
 Тази статия е за царевоселеца политик и общественик.  За беличанина, деец на ВМОК вижте Григор Бояджиев.  
Григор Митов Бояджиев или Бояджийски е български адвокат, политически и обществен деец.

## Биография
Роден е в Царево село. Син на активния деец на македоно-одринското революционно движение Мито Бояджията. Завършва право в Лозана с отличен успех и през 1897 година се установява на работа в Кюстендил като адвокат. В 1898 година е делегат от Кюстендилското македонско дружество на Петия македонски конгрес на Македонската организация. През 1899 година е председател на Македонското благотворително братство „Св. св. Кирил и Методий“, а от 1900 година е само член на настоятелството.
Бояджиев е активен деец на Вътрешната организация, близък съратник на Гоце Делчев, Яне Сандански, Гьорче Петров, Димо Хаджидимов, Пейо Яворов, които често посещават дома му. Там се организира активна куриерска дейност. Заедно със съпругата си Олга Бояджийска превръщат част от дома им в скривалище за оръжие и боеприпаси. В 1906 година е член на околийския революционен комитет в Щип.
Заедно с Найчо Цанов, Тодор Влайков, Илия Георгов и Иван Кепов основава Радикалдемократическата партия в България и става водач на нейната кюстендилска организация. Води борба срещу засилването на личния режим на княз Фердинанд I и нарушенията на конституционните норми на управление, защитава поета Стоян Михайловски, съден за обида на монарха. Автор на инициативата за изпращане на младия Владимир Димитров - Майстора да се учи в Художественото училище в София на негова и на още трима адвокати издръжка. Съдействува за построяването на сградите на Кюстендилското читалище (1907) и на Безплатната ученическа трапезария.
Участва в Първата световна война като запасен капитан, прокурор в съда при 4-та дивизия. За отличия и заслуги във войната през 1917 година, Григор Бояджийски е награден с орден „За военна заслуга“.
След 1923 година се отдава на стопанска дейност. След 1924 година оглавява Тютюневия синдикат в Кюстендил, взема участие в електрификацията на града.
Председател на Адвокатския съвет на Кюстендилската адвокатска колегия (1920-1922, 1923-1928 и 1932).
Удостоен със званието „почетен гражданин на Кюстендил“ през 1998 година.